# فرانشيسكا ديغوستيني
فرانشيسكا ديغوستيني (مواليد 5 أغسطس 1996) هي لاعبة جمباز فني إيطالية كانت عضوة في فريق المنتخب الإيطالي للجمباز في دورة الألعاب الأولمبية الصيفية 2012، تنافس في بطولة أوروبا للناشئين في برمنغهام، المملكة المتحدة ساهمت بنتيجة 51.525 في المركز الثالث للفريق الإيطالي.

## روابط خارجية
- فرانشيسكا ديغوستيني في الاتحاد الدولي للجمباز